# Коркатовское сельское поселение
Коркатовское се́льское поселе́ние — муниципальное образование в Моркинском районе Марий Эл Российской Федерации.
Административный центр — деревня Коркатово.

## История
Статус и границы сельского поселения установлены Законом Республики Марий Эл от 18 июня 2004 года № 15-З «О статусе, границах и составе муниципальных районов, городских округов в Республике Марий Эл».
Состав сельского поселения установлен Законом Республики Марий Эл от 28 декабря 2004 года № 62-З «О составе и границах сельских, городских поселений в Республике Марий Эл».

## Население
| 2010  | 2011  | 2012  | 2013  | 2014  | 2015  | 2016  |
| ----- | ----- | ----- | ----- | ----- | ----- | ----- |
| 3282  | ↘3264 | ↘3152 | ↘3071 | ↘2971 | ↘2922 | ↘2908 |
| 2017  | 2018  | 2019  | 2020  | 2021  | 2023  |       |
| ↘2884 | ↘2841 | ↘2791 | ↘2726 | ↘2663 | ↘2621 |       |

## Состав сельского поселения
| №  | Населённый пункт | Тип населённого пункта          | Население |
| -- | ---------------- | ------------------------------- | --------- |
| 1  | Абдаево          | деревня                         | 239       |
| 2  | Арино            | село                            | 239       |
| 3  | Верхний Кожлаер  | деревня                         | 306       |
| 4  | Ильинский        | починок                         | 107       |
| 5  | Комсомольский    | посёлок                         | 109       |
| 6  | Коркатово        | деревня, административный центр | 694       |
| 7  | Краснояр         | деревня                         | 168       |
| 8  | Кульбаш          | деревня                         | 502       |
| 9  | Маламаш          | деревня                         | 104       |
| 10 | Малый Карамас    | деревня                         | 193       |
| 11 | Никольский       | починок                         | 40        |
| 12 | Нурьял Карамас   | деревня                         | 122       |
| 13 | Покровский       | починок                         | 2         |
| 14 | Чавайнур         | деревня                         | 136       |
| 15 | Чевернур         | деревня                         | 4         |
| 16 | Чодраял          | деревня                         | 291       |
| 17 | Юлесола          | деревня                         | 26        |